# Peter Strzok

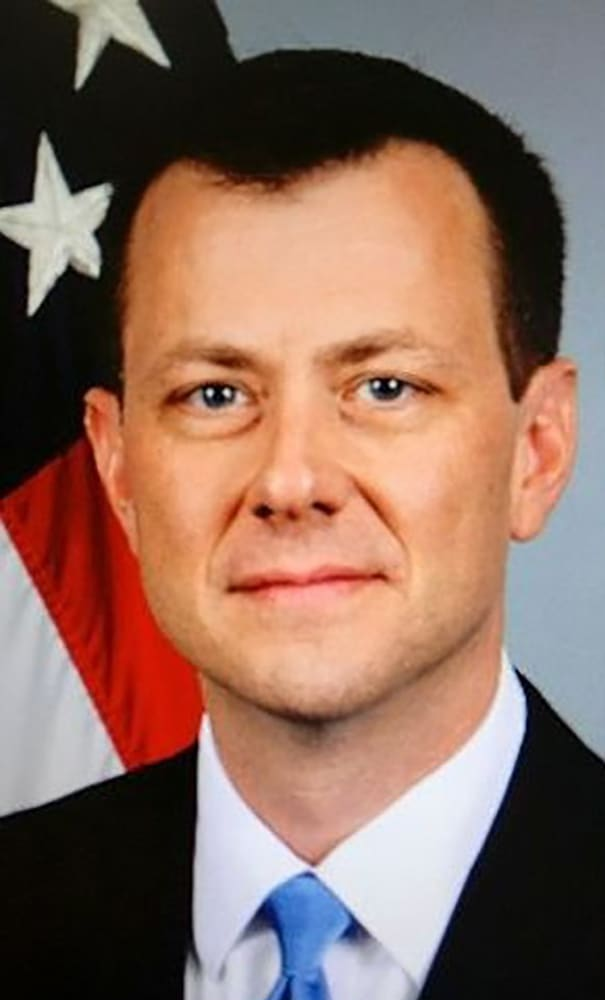
Peter Strzok

Peter Paul Strzok II (/strʌk/, nascido em 7 de Março de 1970) é um estadunidense agente e chefe da seção de espionagem do FBI Federal Bureau of Investigation. Chefe da investigação que em março de 2015 foi publicada no periódico The New York Times onde acusou Hillary Clinton de usar servidor próprio para receber emails que poderiam ser de interesse do Estado, uma vez que Hillary era Secretária de Estado Americano 
Strzok subiu para se tornar o Diretor Adjunto da Divisão de contra-espionagem, a segunda mais alta posição em que a divisão. Ele também levou o FBI investigação em russo interferência em 2016 Estados Unidos eleições.